# Crispin Ojeda Márquez

Wappen von Crispin Ojeda Marquez als Weihbischof in Mexiko-Stadt

Crispin Ojeda Márquez (* 19. März 1952 in Tecomán, Bundesstaat Colima, Mexiko) ist ein mexikanischer Geistlicher und römisch-katholischer Bischof von Tehuantepec.

## Leben
Crispin Ojeda Márquez empfing am 27. Dezember 1979 durch den Bischof von Colima, Rogelio Sánchez González, das Sakrament der Priesterweihe für das Bistum Colima.
Am 4. Juni 2011 ernannte ihn Papst Benedikt XVI. zum Titularbischof von Dumium und bestellte ihn zum Weihbischof in Mexiko-Stadt. Der Erzbischof von Mexiko-Stadt, Norberto Kardinal Rivera Carrera, spendete ihm am 28. Juli desselben Jahres die Bischofsweihe; Mitkonsekratoren waren der Apostolische Nuntius in Mexiko, Erzbischof Christophe Pierre, und der Bischof von Colima, José Luis Amezcua Melgoza.
Am 27. Juli 2018 ernannte ihn Papst Franziskus zum Bischof von Tehuantepec.